# Гасик, Михаил Иванович
Михаил Иванович Гасик (30 июня 1929, Семёновка — 5 января 2021) — советский и украинский учёный-металлург, педагог.
Доктор технических наук (1969), профессор (1971).
Академик АН УССР (1990, член-корреспондент с 1982). Академик АН высшей школы Украины (1994). Иностранный член РАН (2004). Иностранный член Академии наук Грузии (2005). Почётный член АН Казахстана (2006).
Почётный профессор Химико-металлургического института имени Абишева.
Лауреат Государственной премии УССР (1977). Государственных премий Украины (1998, 2004).

## Биография

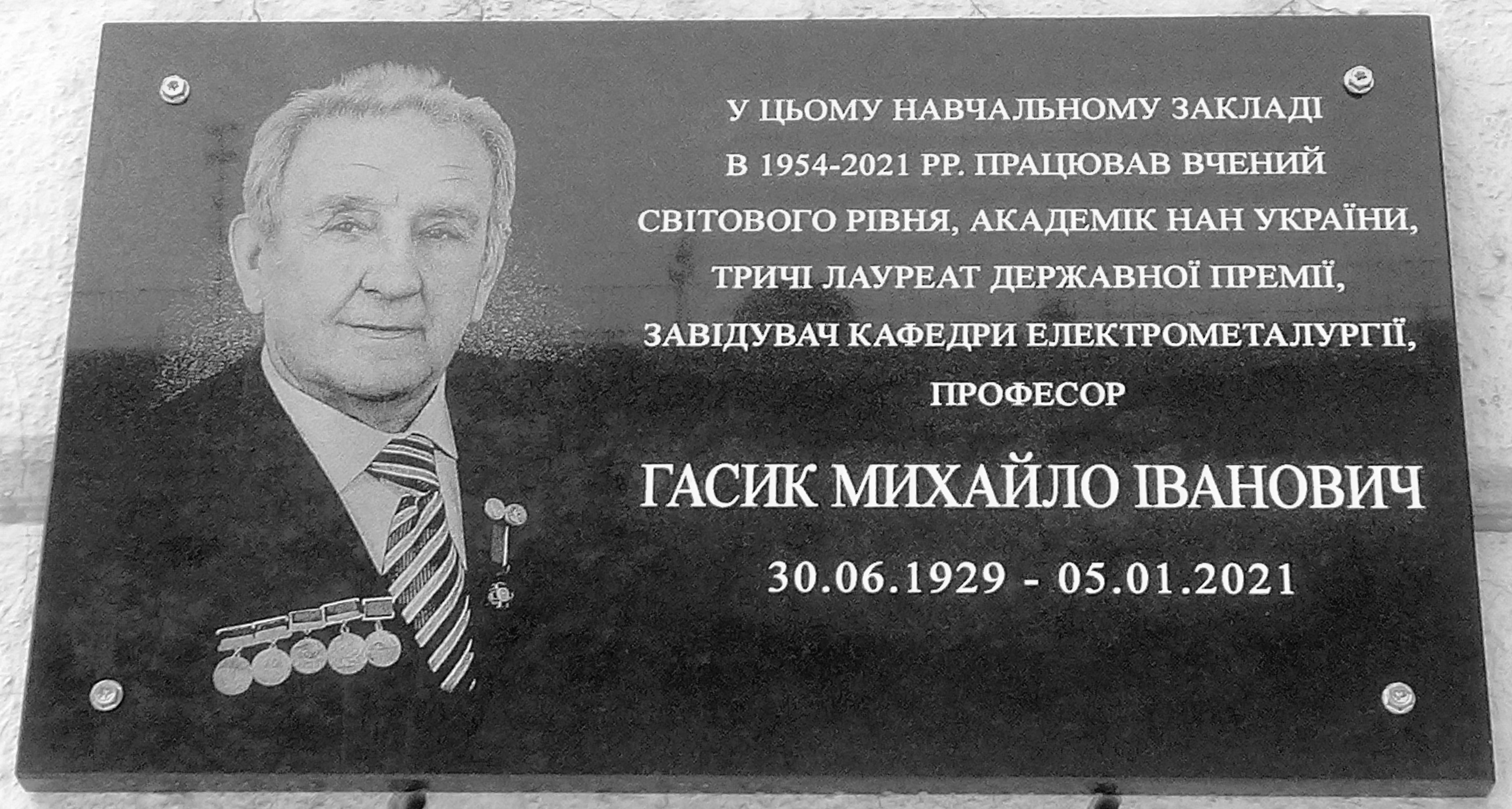
Мемориальная доска М. И. Гасику на фасаде здания Национальной металлургической академии Украины в Днепре

Окончил с отличием Днепропетровский металлургический институт (1949—1954) по специальности «Металлургия чёрных металлов». С 1954 года работает в ДМетИ: младший научный сотрудник, в 1958—1961 годах аспирант, кандидат технических наук (1961), ассистент, в 1961—1971 годах доцент кафедры электрометаллургии, профессор кафедры электрометаллургии с 1971 года. С 1973 года заведующий кафедрой электрометаллургии, одновременно в 1973—1986 годах декан электрометаллургического факультета.
Награждён украинским орденом «За заслуги» 3 степени (2004). Заслуженный деятель науки и техники Украины (1999). Почётный гражданин г. Пологи.